# Italia en los Juegos Olímpicos de Sankt Moritz 1948
Italia estuvo representada en los Juegos Olímpicos de Sankt Moritz 1948 por un total de 54 deportistas que compitieron en 9 deportes.  
El portador de la bandera en la ceremonia de apertura fue el esquiador alpino Vittorio Chierroni.

## Medallistas
El equipo olímpico italiano obtuvo las siguientes medallas:
| Nombre      | Deporte  | Competición  |
| ----------- | -------- | ------------ |
| Oro         |          |              |
| Nino Bibbia | Skeleton | Individual M |
| Plata       |          |              |
| —           |          |              |
| Bronce      |          |              |
| —           |          |              |